# Yu Kawamura
Yu Kawamura (河村 優 Kawamura Yu?, nacido el 1 de diciembre de 1980 en Shizuoka) es un exfutbolista japonés. Jugaba de centrocampista y su último club fue el Shizuoka FC de Japón.

## Trayectoria

### Clubes
| Club                 | País  | Año         |
| -------------------- | ----- | ----------- |
| Consadole Sapporo    | Japón | 1999 - 2003 |
| Mito HollyHock       | Japón | 2001        |
| Avispa Fukuoka       | Japón | 2002        |
| Okinawa Kariyushi FC | Japón | 2004        |
| Shizuoka FC          | Japón | 2005 - 2009 |

## Palmarés

### Títulos nacionales
| Título    | Club              | País  | Año  |
| --------- | ----------------- | ----- | ---- |
| J2 League | Consadole Sapporo | Japón | 2000 |